# Paneuropski prometni koridor III
Paneuropski prometni koridor III je jedan od Paneuropskih prometnih koridora. Obuhvaća pravac Dresden – Wroclaw – L'viv – Kijev u dužini od 1640 km. Sastoji se od 1700 km cesta, 1650 km željeznica, 4 zračnih luka i 9 pomorskih i riječnih luka. 
Paneuropski prometni koridor III je multimodalna prometna veza istok – zapad, koja se proteže od Berlina i Dresdena, preko Wroclawa, Katowica, Krakowa i Lvova do Kijeva, povezujući važne industrijske regije u Njemačkoj, Poljskoj i Ukrajini

## Ogranci
- ogranak A - Berlin - Wroclaw